# فراعی (روستا)
 فراعی  (در عربی:  اَلفَراعی )
نام روستایی است در دهستان فَروَة از توابع استان صَعده در کشور یمن در شبه جزیره عربستان.

## جمعیت
جمعیت آن (۲۳۸ ) نفر (۱۳ خانوار) می‌باشد.